# Houni
Houni (lecture originale inconnue) est le dernier souverain connu de la IIIe dynastie sous l'Ancien Empire. Selon le Canon royal de Turin, il est généralement crédité d'un règne de vingt-quatre ans au cours du XXVIIe siècle ou du XXVIe siècle avant l'ère commune.
La position chronologique de Houni en tant que dernier roi de la IIIe dynastie est considérée comme assez certaine, mais il y a encore une certaine incertitude sur l'ordre de succession des dirigeants à la fin de cette IIIe dynastie. On ne sait pas non plus sous quel nom hellénisé l'ancien historien Manéthon aurait pu l'inscrire dans ses écrits historiques (Ægyptiaca). Il est très probablement à identifier avec le nom hellénisé Aches, comme le propose Winfried Barta. De nombreux égyptologues pensent que Houni était le père et le prédécesseur direct du roi Snéfrou, mais cela est remis en question par d'autres chercheurs du fait du manque complet de preuves allant dans ce sens. Houni est considéré par les érudits comme un personnage déroutant dans l'histoire égyptienne, parce que les traditions égyptiennes se souviennent de lui depuis longtemps, mais très peu de documents, objets ou monuments ont perduré.

## Attestations

### Attestations contemporaines
« Houni », dont la lecture originale est incertaine, Houni n'étant qu'une lecture datant du Nouvel Empire, soit plus d'un millénaire après le règne du roi, n'est attesté que par peu de documents contemporains ou, pour l'un d'entre eux, immédiatement postérieur :
- un bol poli en magnésite trouvé dans le mastaba AS-54, appartenant à un haut fonctionnaire anonyme du règne, situé à Abousir et découvert en 2009-2010 est inscrit au nom du roi sans cartouche et précédé du titre Nesout-bity[2],[3] ; l'absence du cartouche et la présence du titre Nesout-bity en feraient un nom de Nebty, car, même s'il n'y a pas la mention du titre Nebty, plusieurs attestations de rois précédents n'incluent pas systématiquement ce titre (voir par exemple Sekhemib), or, pour nommer les rois des premières dynasties n'ayant pas utilisé de cartouche, c'est ce nom de Nebty qui sera utilisé et inclus dans un cartouche aux époques successives (on peut citer par exemple les listes royales du Nouvel Empire mais aussi, dès la IVe dynastie, le mastaba de Shery qui donne en cartouche les noms de Sened et Péribsen, deux rois de la IIe dynastie)[4],[5],
- un cône en granit trouvé en 1909 à Éléphantine aux abords de la pyramide provinciale, l'inscription mentionne « Diadème-seshed de Houni », Houni étant écrit dans un cartouche ; une seconde inscription, semble-t-il identique, est recouverte par la première bien lisible[6],[7],[8] ; l'objet mesure 160 cm de long, 69 cm d'épaisseur et 50 cm de large et sa forme ressemble typiquement à une stèle de benben, comme celles connues dans les mastabas des premiers rois thinites ; la position de l'objet à l'origine n'est pas claire mais il a été proposé qu'il devait être sur le devant de la pyramide provinciale, voire encastré dans l'un des premiers degrés[9],
- un relief de la tombe de Metjen mentionne un nom de domaine du 2e nome de Basse-Égypte incluant le nom d'Houni : Ḥw.t-Nsw.t-Ḥw(w) (« Hout-Nesout-Hou »)[10],[11],[12],[13].

Une stèle portant le nom d'Horus Qahedjet (ou Qa-Hedjet), sans provenance certaine mais dite comme provenant de Dahchour, a été datée de la IIIe dynastie et associée, par défaut, au roi Houni,,. Toutefois, cette datation semble contredite par certains chercheurs qui y voient un monument du règne de Snéfrou, voire du règne de Thoutmôsis III.

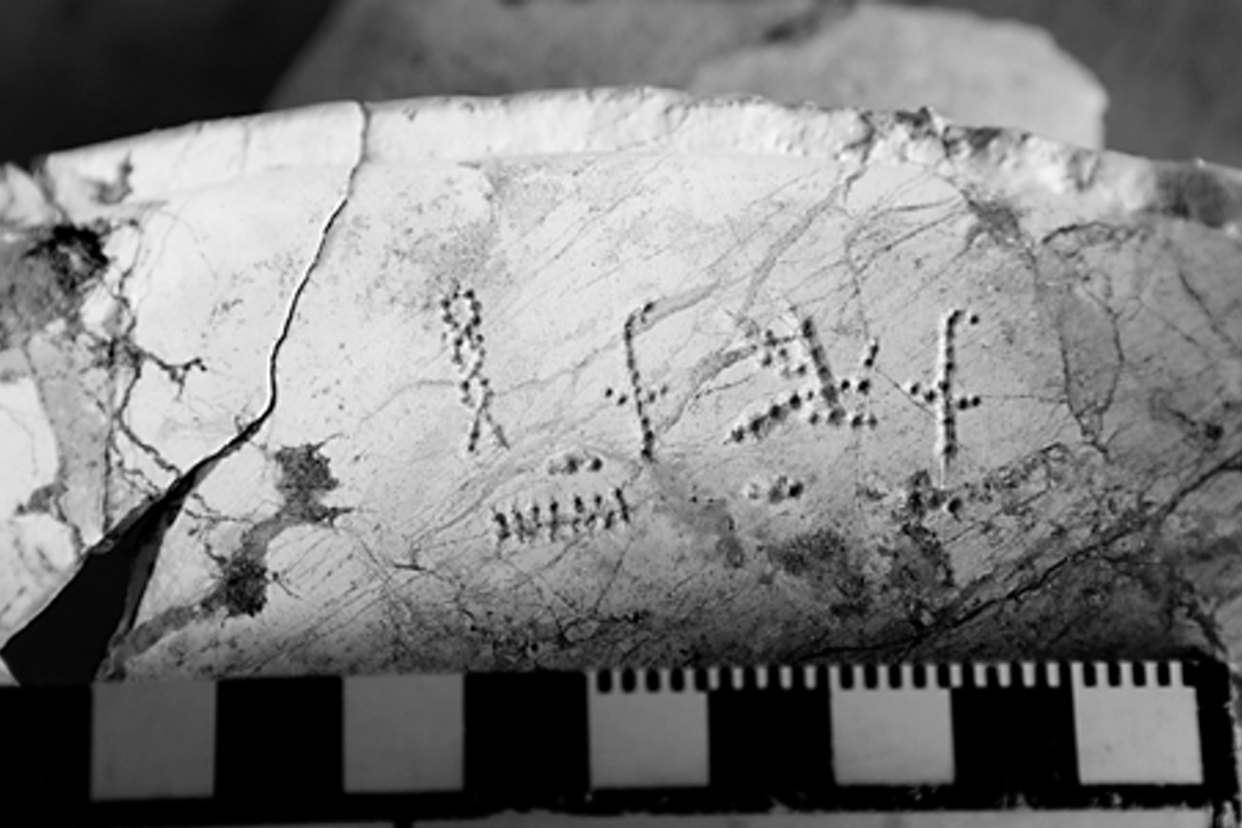
Bol provenant de la tombe AS 54 d'Abousir.
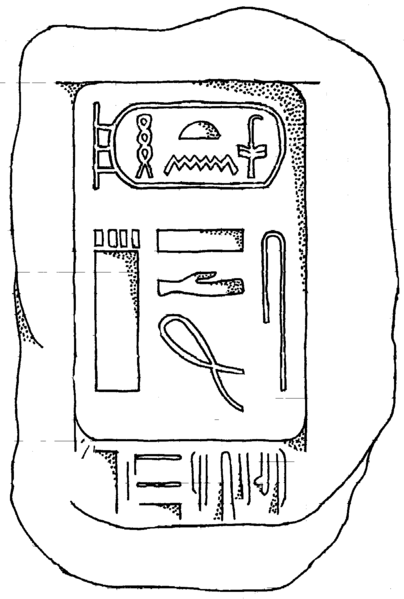
Cône de granit provenant d'Éléphantine (JE 41556) - Musée égyptien du Caire.
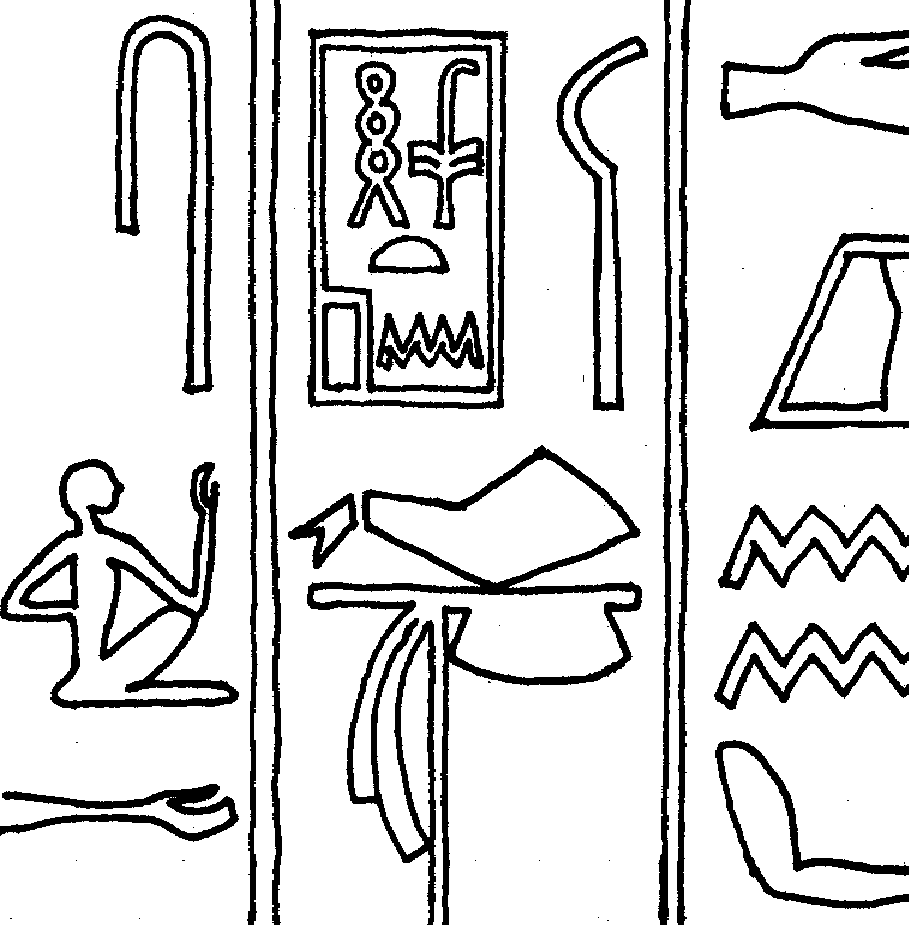
Relief de la tombe de Metjen mentionnant un nom de domaine du 2e nome de Basse-Égypte incluant le nom d'Houni.
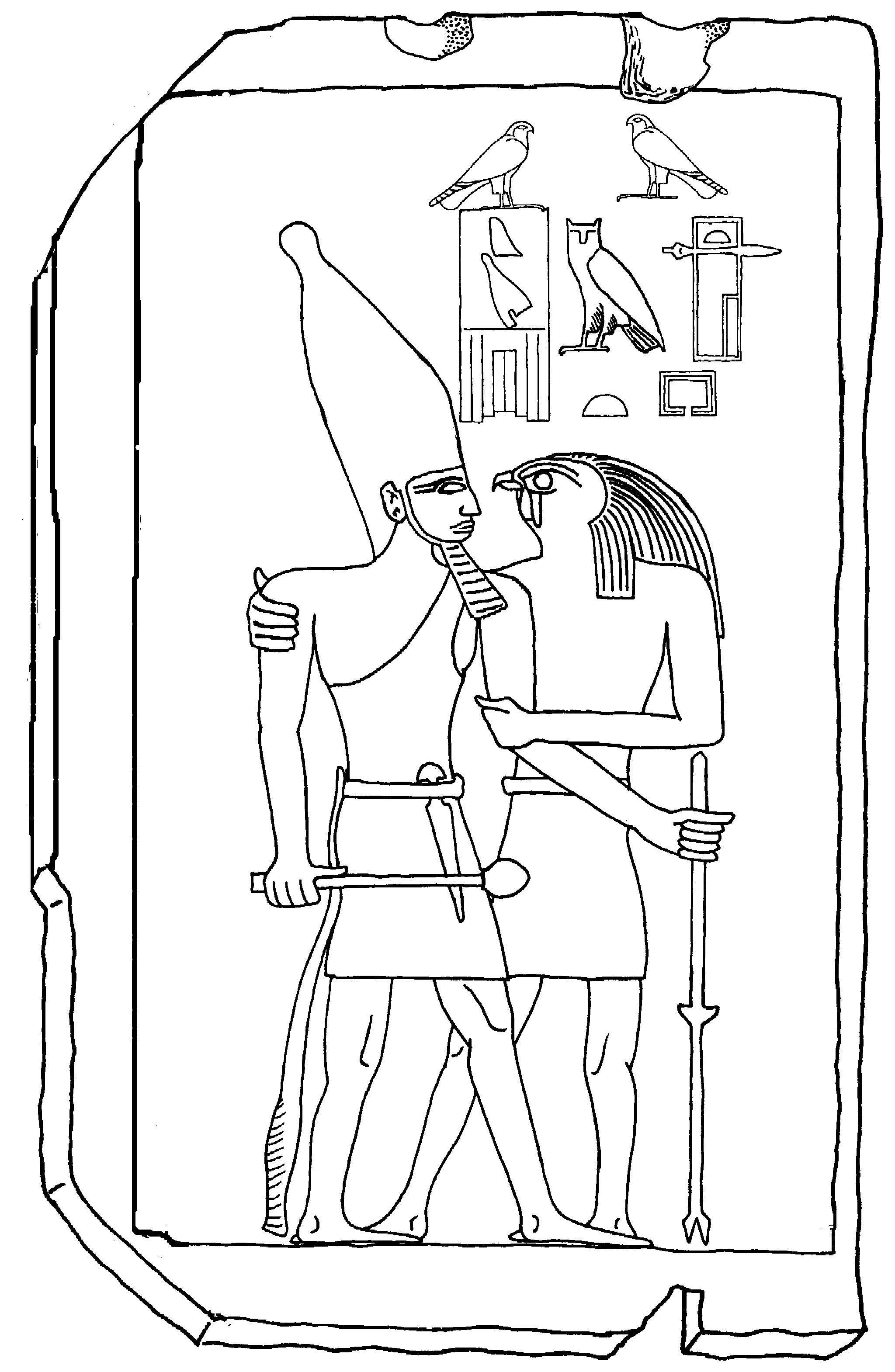
Stèle de Qa-Hedjet de provenance incertaine (Dahchour ?) (E 25982) - Musée du Louvre.

### Attestations ultérieures
« Houni » est attesté par plusieurs documents postérieurs à la IIIe dynastie. Concernant l'Ancien Empire, seule une mention au travers d'un nom de domaine dans une case-année de Néferirkarê Kakaï sur la pierre de Palerme, datée de la Ve dynastie, est connue ; la graphie du nom est celle utilisée pendant le règne du roi. Cette mention signifie qu'un domaine du roi étant encore en activité au moins un siècle et demi après sa mort,,.
Le nom du roi est à nouveau attesté dans d'autres sources plus tardives mais sous une graphie différente, cette fois compréhensible par les égyptologues :
- le papyrus Prisse, papyrus littéraire datant de la fin de la Deuxième Période intermédiaire mais dont le texte initial date du Moyen Empire au plus tôt, est composé de deux traités dont l'un se nomme les Instructions pour Kagemni, se référant au vizir Kagemni ayant exercé successivement sous Houni et Snéfrou et explicitant la succession directe entre les deux rois[6],[19],[20] ; en effet, dans la colonne II, ligne 7 du papyrus, il est écrit :

« Mais alors la majesté du roi Houni mourut et la majesté du roi Snéfrou fut élevée au rang de roi bienfaisant dans ce pays entier. Et Kagemni fut élevé comme nouveau maire de la capitale royale et devint vizir du roi. »

,
- le canon royal de Turin, daté de la XIXe dynastie, dans lequel le nom de Houni est inscrit à la huitième position de la quatrième colonne, juste avant le nom Snéfer, identifié à Snéfrou ; le papyrus lui compte vingt-quatre ans de règne[6],[21],[22],
- enfin, la table de Saqqarah, datée du règne de Ramsès II (XIXe dynastie), dans laquelle le nom de Houni est inscrit à la quinzième position juste avant le nom Snéfrou[21],[22].

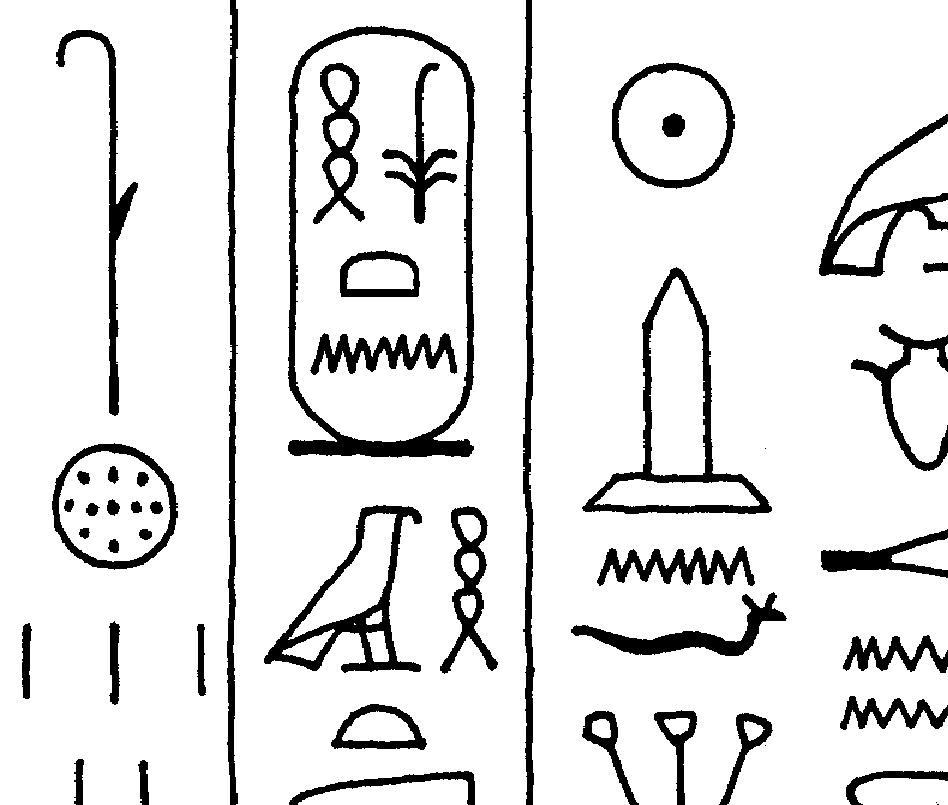
Cartouche de Houni sur la pierre de Palerme.
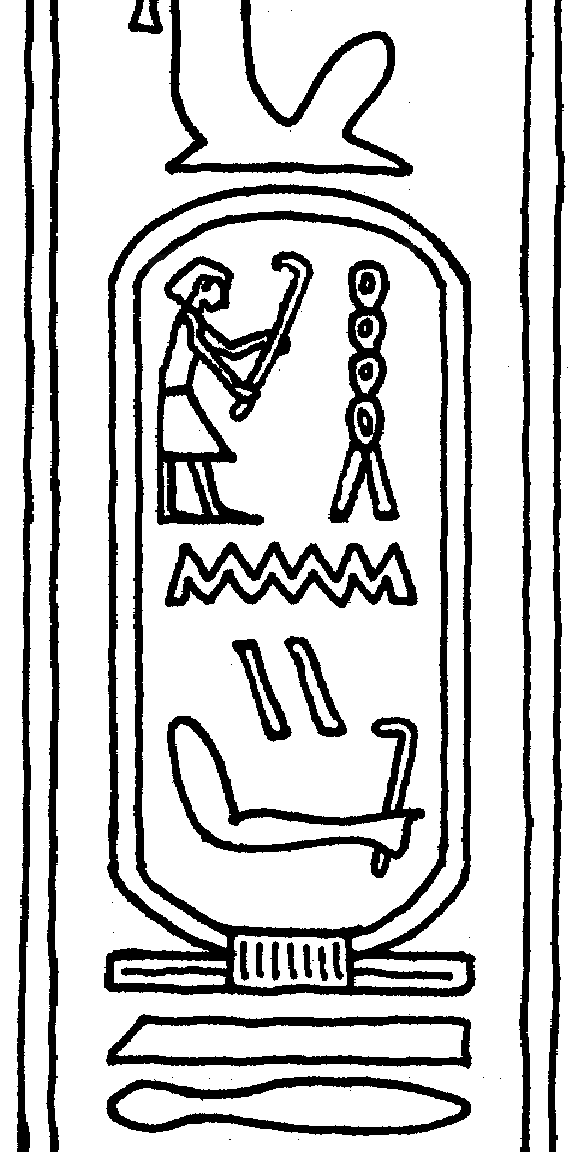
Cartouche de Houni dans la table de Saqqarah.

## Identité

### Lecture du nomHouni
Le nom Houni est attesté sous deux formes : une première, contemporaine mais dont la lecture incertaine, et une seconde, tardive mais parfaitement compréhensible.
Le nom contemporain est en effet de lecture incertaine, plusieurs interprétations ont été proposées par les chercheurs sans qu'aucun consensus n'ait été atteint :
- Nesout-Hou (Nsw.t-Ḥw(w)), qui signifierait « Le roi frappeur », proposée par Borchardt[23],[24],[20],
- Ny-Soutéh (Ny-Swtḥ), qui signifierait « Celui qui appartient à celui qui capture », proposée par Goedicke en faisant une analogie avec les noms de Nynetjer et Nyouserrê[25],[24],[20] ; cette proposition est toutefois réfutée par Rainer Stadelmann et Wolfgang Helck soulignant qu'aucun document égyptien ne mentionne une divinité, une personne, un lieu ou même un terme familier nommé Soutéh[9],[13],[20],
- Hou-ny-nesout (Ḥw-n(y)-Nsw.t), qui signifierait « La parole appartient au roi », proposée par Helck[13],[24],[20],
- Nesout-Houi (Nsw.t-Ḥ(wj))[26].

Pour comprendre le nom transmis par les sources des époques plus tardives (Deuxième Période intermédiaire et Nouvel Empire), il faut sans doute y voir la difficulté de compréhension du nom par les Égyptiens de ces époques et le fait qu'ils ont probablement considéré les hiéroglyphes du jonc et du pain comme ne faisant pas partie du nom du roi mais plutôt d'un titre, ces hiéroglyphes, pouvant se lire Nesout (c'est-à-dire « roi »), entrant en effet dans la composition du titre Nesout-bity. Le bol découvert dans la tombe AS-54 à Abousir a cependant prouvé que ces hiéroglyphes faisaient bien partie du nom, l'inscription étant Nesout-bity Nesout-Hou, traduit par « Le roi de Haute et Basse-Égypte Nesout-Hou »,,,,. Toujours est-il qu'il en a résulté dans tous les cas en une transformation du nom en Houny (Ḥwny), soit « Le frappeur ».
| M23 | X1 · N35 | V28 |

| M23 | X1 · N35 | V28 |

| M23 | X1 · N35 | V28 |

| M23 | X1 · N35 | V28 |

| M23 | X1 · N35 | V28 |

| M23 | X1 · N35 | V28 |

| M23 | X1 · N35 | V28 |

| M23 | X1 · N35 | V28 |

| M23 | X1 · N35 | V28 |

| M23 | X1 · N35 | V28 |

| M23 | X1 · N35 | V28 |

| M23 | X1 · N35 | V28 |

| M23 | X1 · N35 | V28 |

| M23 | X1 · N35 | V28 |

| M23 | X1 · N35 | V28 |

| M23 | X1 · N35 | V28 |

| M23 | X1 · N35 | V28 |

| M23 | X1 · N35 | V28 |

| M23 | X1 · N35 | V28 |

| M23 | X1 · N35 | V28 |

| V28 | A25 | N35 · Z4 · D40 |

| V28 | A25 | N35 · Z4 · D40 |

| V28 | A25 | N35 · Z4 · D40 |

| V28 | A25 | N35 · Z4 · D40 |

### Nom d'Horus
Le nom d'Horus de Houni est inconnu. Il existe plusieurs théories pour relier le nom de cartouche Houni avec les noms contemporains d'Horus.
À la fin des années 1960, le Musée du Louvre achète une stèle représentant un roi dont le nom d'Horus est Qa-Hedjet (« la couronne d'Horus est levée »). Pour des raisons stylistiques, la stèle put être datée de la fin de la IIIe dynastie et il semblait possible qu'elle fasse référence à Houni, dont elle donnerait le nom d'Horus,,. Cependant, la datation et l'authenticité ont été remises en question à plusieurs reprises, et aujourd'hui on pense que la stèle est soit fausse, soit dédiée au roi Thoutmôsis III (XVIIIe dynastie) en imitant le style artistique de la IIIe dynastie, ou bien du règne de Snéfrou, le titre Qa-Hedjet ayant été trouvé sur des ancres datées du règne de Khoufou au Ouadi el-Jarf.
Par une étude stylistique, Jean-Pierre Pätznick considère en effet qu'un trop grand nombre d'innovations artistiques dont les prochaines attestations de certaines datent de périodes bien plus tardives, jusqu'au début du Nouvel Empire, implique que la stèle ne peut dater de la IIIe dynastie mais daterait en fait du règne de Thoutmôsis III qui est en effet attesté avec le nom d'Horus Qa-Hedjet Méryrê sur plusieurs obélisques. Il pointe également du doigt le fait que le site d'Éléphantine est un site très actif pendant la IIIe dynastie où les sceaux que de quatre rois (Djéser, Sanakht, Sekhemkhet et Khâba) ont été découverts ainsi que le cartouche d'Houni sur le cône de granit associé à la pyramide provinciale et trouverait étrange que ce roi n'y soit pas attesté par son nom d'Horus alors qu'il s'agit du nom principal du roi à cette époque, cette étrangeté étant résolue si Khâba et Houni forment un seul et même roi.
Quant à Pierre Tallet, s'il rejoint Jean-Pierre Pätznick sur cette étrangeté que serait l'absence de sceau de Houni à Éléphantine, il réfute complètement cette identification à Thoutmôsis III. Pierre Tallet propose plutôt que le titre Qa-Hedjet aurait été utilisé sur la stèle en tant que nom d'Horus par Snéfrou car elle aurait été placée dans l'un des monuments funéraires de ce dernier, c'est-à-dire à un endroit où l'identité du propriétaire de la stèle n'aurait fait aucun doute. Une seconde stèle équivalente aurait été placée dans le même monument mais au lieu de la couronne blanche Hedjet, le roi aurait porté la couronne rouge Decheret et le titre inscrit dans un serekh aurait été Qa-Decheret. L'érection de ces deux stèles auraient d'ailleurs été célébrée au point de figurer sur la pierre de Palerme dans la case correspondant au 8e recensement du règne.
Certains égyptologues pensent que Houni pourrait être identique au roi au nom d'Horus Khaba. Ce nom peut être attribué à un roi qui est transmis par les scribes ramessides comme le dernier souverain de la IIIe dynastie. Rainer Stadelmann, Nicolas Grimal, Hans Wolfgang Helck et Toby Alexander Howard Wilkinson désignent une pyramide à degrés à Zaouiet el-Aryan, appelée la pyramide à tranches, comme étant la tombe de Khâba du fait de la découverte de bols à son nom dans la tombe voisine Z500. Stadelmann et Wilkinson soutiennent que la pyramide est terminée et pensent qu'un roi régnant une assez longue durée, comme le roi Houni, aurait été nécessaire pour superviser le projet. Houni est attesté dans le Canon royal de Turin pour avoir régné pendant vingt-quatre ans. De plus, Stadelmann pointe du doigt les empreintes de sceaux trouvées à Éléphantine ; elles proviennent d'un site très proche d'une pyramide à degrés qui aurait été construite par Houni. Jean-Pierre Pätznick est également de l'avis d'identifier Khâba à Houni car, comme mentionné précédemment, il point du doigt le fait que l'absence de nom d'Horus pour Houni à Éléphantine, c'est-à-dire sur un site aussi actif pendant la IIIe dynastie, alors que le roi lui-même y est attesté par une construction d'envergure, est étrange,.

### Généalogie

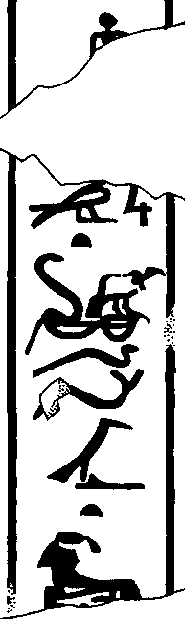
Inscription au nom de Djefatnebty.

La position généalogique de Houni dans la lignée des rois régnants, à l'époque où la IIIe dynastie se terminait et la IVe dynastie commençait, est très incertaine. Les documents contemporains et ultérieurs mentionnent souvent Houni et son successeur Snéfrou dans la même phrase, toujours en succession directe. Par conséquent, les égyptologues et les historiens pensent que Houni pourrait même avoir été lié à Snéfrou. La reine Mérésânkh Ire, la mère royale de Snéfrou, est un personnage clé dans cette histoire. Elle portait certainement le titre de reine, mais aucune source contemporaine ne relie son nom à celui d'une fille ou d'une épouse de Houni. Cette circonstance soulève des doutes dans la relation familiale entre Houni et Snéfrou. Aujourd'hui, la plupart des érudits chercheurs croient l'historien Manéthon, qui affirme dans son Ægyptiaca qu'avec l'intronisation de Snéfrou une maison royale différente a pris le pouvoir sur l'Égypte et une nouvelle dynastie a commencé.
Une possible épouse de Houni serait une reine du nom de Djefatnebty, dont le nom apparaît à l'encre noire sur les inscriptions des vases à bière de l'île Éléphantine. Son nom est précédé par le titre « La Grande des sceptre-hérès », ce qui en fait définitivement une reine consort. Selon une interprétation de Günter Dreyer, la mort de Djefatnebty est mentionnée à côté de plusieurs événements durant le règne du roi Houni, bien qu'aucun roi ne soit mentionné dans l'inscription. Dreyer est convaincu que les notations concernent la 22e année du règne de Houni, puisque le Canon royal de Turin lui attribue un règne de vingt-quatre ans et qu'aucun roi de la IIIe dynastie n'est archéologiquement prouvé pour avoir régné aussi longtemps. L'interprétation de Dreyer n'est cependant pas communément acceptée.
Jusqu'à aujourd'hui, aucun enfant ou autre parent de Houni ne peut être identifié et relié à lui avec certitude. William Stevenson Smith et George Andrew Reisner proposent d'identifier la reine Hétep-Hérès Ire (épouse de Snéfrou et mère du roi Khéops (IVe dynastie) comme fille du roi Houni. Hétep-Hérès Ire portait le titre féminin de Sat-netjer (« Fille du Dieu »), ce qui a conduit Smith et Reisner à la conclusion que cela pourrait être un indice de sa situation familiale comme la fille de Houni. Dans ce cas, Hétep-Hérès Ire aurait été une princesse héritière et en épousant Snéfrou, elle a obtenu la lignée de sang de la dynastie royale,. Mais d'autres chercheurs, comme Wolfgang Helck et Winfried Seipel, doutent fortement de cette théorie. Ils soutiennent que le titre de Hétep-Hérès Ire ne révèle pas explicitement à qui elle s'est mariée de son vivant.

## Règne
On ne sait presque rien du temps de Houni sur le trône. Houni se voit attribuer un règne de vingt-quatre ans par le Canon royal de Turin, qui est communément accepté par les savants. Les activités religieuses ou militaires au cours de son règne ne sont pas connues.
Les seuls documents contemporains qui permettent une certaine évaluation des développements politiques et sociaux de l'époque de Houni sont les inscriptions des tombes de hauts fonctionnaires tels que Metjen, Khâbaousokar, Akhetaâ et Pehernéfer. Ceux-ci sont datés de la période allant de la fin de la IIIe au début de la IVe dynastie. Ils montrent que le règne de Houni doit avoir été le début de l'apogée de l'Ancien Empire. Pour la première fois, les inscriptions donnent un aperçu explicite de la structure du pouvoir de l'État, les nomarques et les vizirs exerçant des pouvoirs importants. Les inscriptions dans la tombe de Metjen mentionnent également, pour la première fois dans l'histoire égyptienne, que les titres de hauts fonctionnaires et de prêtres n'étaient transmis que par héritage de père en fils.
Il semble cependant que Houni ait entrepris des projets de construction. Le Canon royal de Turin, assez modeste sur les informations complémentaires concernant les rois inscrits sur la liste, attribue à Houni la construction d'un certain bâtiment, pour lequel Houni a dû être honoré plus tard dans l'histoire. Malheureusement, le papyrus est endommagé à la colonne correspondante et le nom complet du bâtiment est aujourd'hui perdu. Les égyptologues Günter Dreyer et Werner Kaiser proposent une lecture comme « celui qui a bâti Sekhem... ». Ils pensent qu'il est possible que le bâtiment fasse partie d'un projet de constructions sur l'ensemble du pays, y compris l'érection de plusieurs petites pyramides cultuelles, que son successeur Snéfrou continua. Il fit construire une forteresse sur l’Île Éléphantine afin d’assurer la sécurité de la frontière méridionale,.
Plusieurs pyramides dites « provinciales » sont également attribuées à Houni. Ces petites pyramides avaient une fonction cultuelle et marquaient des domaines royaux importants. Elles ne contenaient pas de chambres internes et n'étaient pas utilisés à des fins d'inhumation. L'une d'elles est situé à l'extrémité est de l’Île Éléphantine et un cône de granit portant le nom de Houni a été découvert à proximité en 1909. Par conséquent, cette petite pyramide est la seule qui peut être attribuée à Houni avec une certaine certitude. Certains chercheurs comme Andrzej Ćwiek contestent toutefois cette attribution, soulignant qu'il pourrait être au moins possible que le cône de granit de Houni ait été réutilisé plus tard, lorsque les prêtres ramessides ont restauré des lieux cultuels de l'Ancien Empire. La seule pyramide cultuelle à degrés qui peut être définitivement reliée à un roi de l'Ancien Empire est la Pyramide de Seïlah, située dans l'oasis du Fayoum. Deux grandes stèles portant le nom de Snéfrou ont été retrouvées devant la pyramide, indiquant ainsi le roi responsable de sa construction. Comme Snéfrou fut probablement le successeur immédiat de Houni, cela pourrait toutefois indiquer que des pyramides cultuelles furent effectivement construites lors de la transition entre la IIIe et la IVe dynastie.
Un autre indice de projets de construction possibles et de fondations de ville sous Houni pourrait être caché dans le nom de la ville historique d'Ehnas (aujourd'hui mieux connue sous le nom de Héracléopolis Magna). Wolfgang Helck fait remarquer que le nom sous l'Ancien Empire de cette ville était Nenj-nisout et que ce nom était écrit exactement avec les mêmes hiéroglyphes que le nom du cartouche de Houni. Ainsi, il propose Houni comme fondateur d'Ehnas. De plus, l'inscription de la tombe de Metjen mentionne un domaine mortuaire dans le nome de Létopolis. Ce bâtiment n'a pas encore été trouvé par les archéologues,.
Après sa mort, Houni semble avoir bénéficié d'un culte mortuaire durant une longue période. La pierre de Palerme, qui a été faite plus de cent ans après la mort de Houni, mentionne les dons faits à un temple funéraire de Houni. Le nom de Houni est également mentionné dans le papyrus Prisse, une autre preuve que Houni a été rappelé longtemps après sa mort puisque le papyrus a été écrit pendant vers la XIIIe dynastie.

## Sépulture
Le lieu de sépulture de Houni reste inconnu. La pyramide de Meïdoum pouvant être exclue,, les égyptologues et archéologues proposent plusieurs sites funéraires alternatifs. Rainer Stadelmann et Miroslav Verner proposent comme tombeau de Houni la pyramide à tranches de Zaouiet el-Aryan, parce qu'ils identifient Houni à Khaba, qui est à son tour bien relié à cette pyramide, puisque plusieurs bols en pierre portant son nom d'Horus ont été trouvés dans la nécropole environnante.
Alternativement, Stadelmann propose un énorme mastaba à Meïdoum comme sépulture de Houni. Le mastaba M17 mesurait à l'origine environ cent mètres sur deux-cents mètres de large et mesurait environ quinze à vingt mètres de haut. La partie en surface était faite de briques de terre cuite et remplie de gravats de la deuxième phase de construction de la pyramide de Meïdoum. La structure souterraine comprenait un puits de 3,7 mètres de profondeur menant à un couloir et plusieurs grandes chapelles et niches. La chambre funéraire a été pillée dans l'antiquité, toutes les décorations ont été détruites et/ou volées. Le grand sarcophage, grossièrement taillé, contenait les restes d'une momie en lambeaux. Stadelmann et Peter Janosi pensent que le mastaba était soit le tombeau d'un prince héritier du roi Snéfrou, soit l'enterrement de Houni lui-même.
Miroslav Bárta propose plutôt le mastaba AS-54 à Abousir-Sud comme lieu de sépulture le plus probable. Ceci est favorisé par la découverte d'un bol de magnésite polie, qui montre le titre Nesout-bity de Houni. Le mastaba lui-même était jadis assez grand et contenait de grandes niches et chapelles. Il contenait également une quantité assez importante de vaisselle polie, de vases et d'urnes. Contradictoirement, presque tous les récipients ne sont pas décorés, aucune inscription à l'encre ou gravure n'a été trouvée sur les objets. Ainsi, le nom du véritable propriétaire n'est pas encore connu. Un seul vase porte clairement le nom de Houni, tandis que d'autres pourraient présenter de petites traces. Bárta voit donc deux possibilités pour le propriétaire du mastaba : soit il s'agissait d'un fonctionnaire de très haut rang, comme un prince de l'époque de Houni, soit le roi Houni lui-même.
Nabil Swelim, qui a fouillé en 1986/1987 le monument historiquement nommé pyramide numéro 1 de Lepsius, a proposé d'attribuer ce dernier à Houni, arguant que le monument date stylistiquement de la fin de la IIIe dynastie. Aidan Mark Dodson appuie les conclusions de Nabil Swelim et attribue donc aussi ce monument à Houni. Cependant, la qualité de pyramide de cette tombe n'est pas certaine et Franck Monnier doute qu'elle ait un jour servi de tombeau d'un roi.